# Torsvik, Lidingö

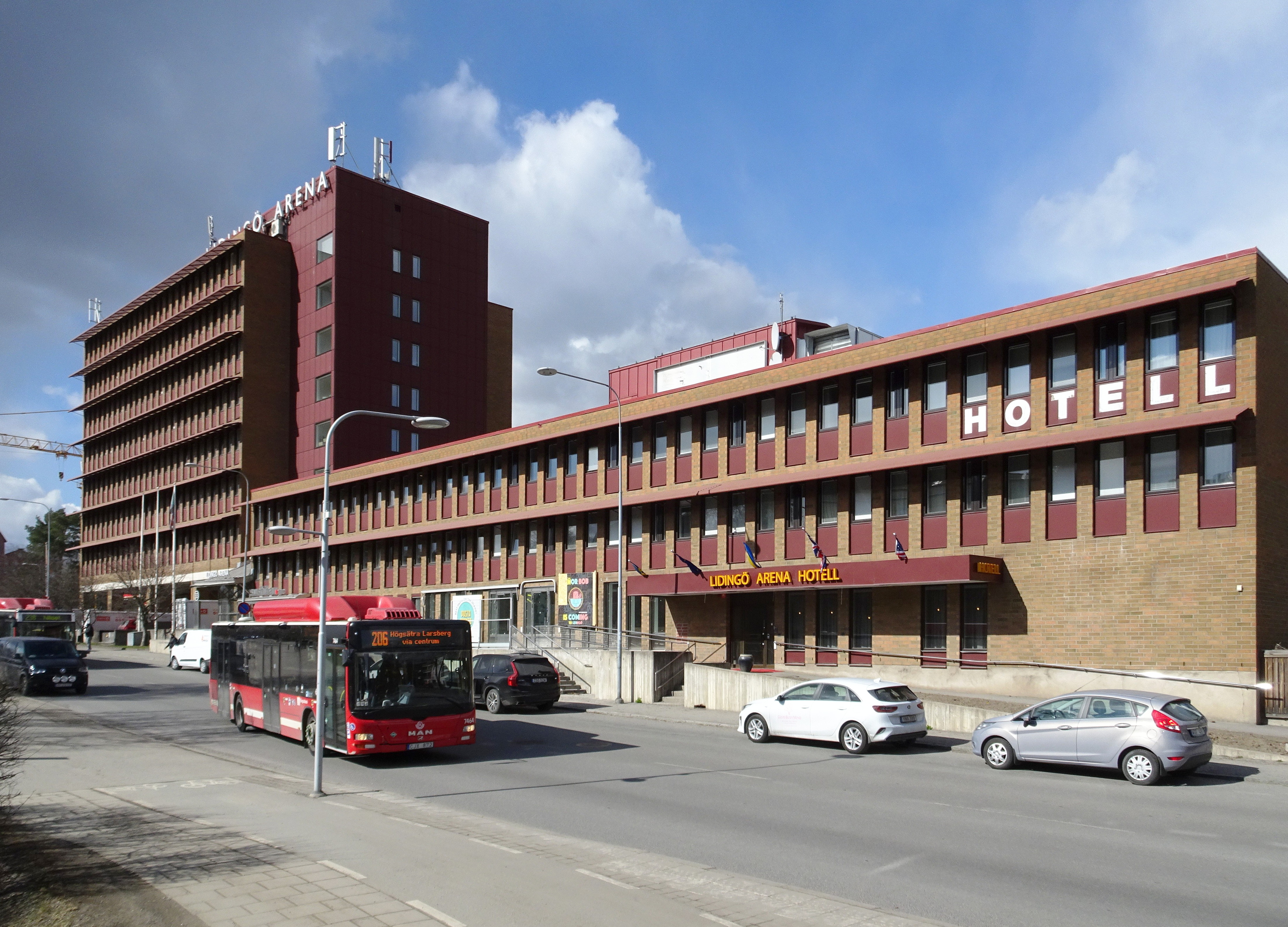
Landmärket Lidingö Arena på den norra sidan av Stockholmsvägen, mars 2022.

Torsvik är ett delområde (stadsdel) i västra delen av södra Lidingö, Lidingö kommun, Stockholms län. Torsvik är beläget på berget ovanför Lidingöbrons landfäste. Kommundelen Torsvik, som även inkluderar villaområdet Herserud, hade 2019 cirka 4 200 invånare.

## Bebyggelse

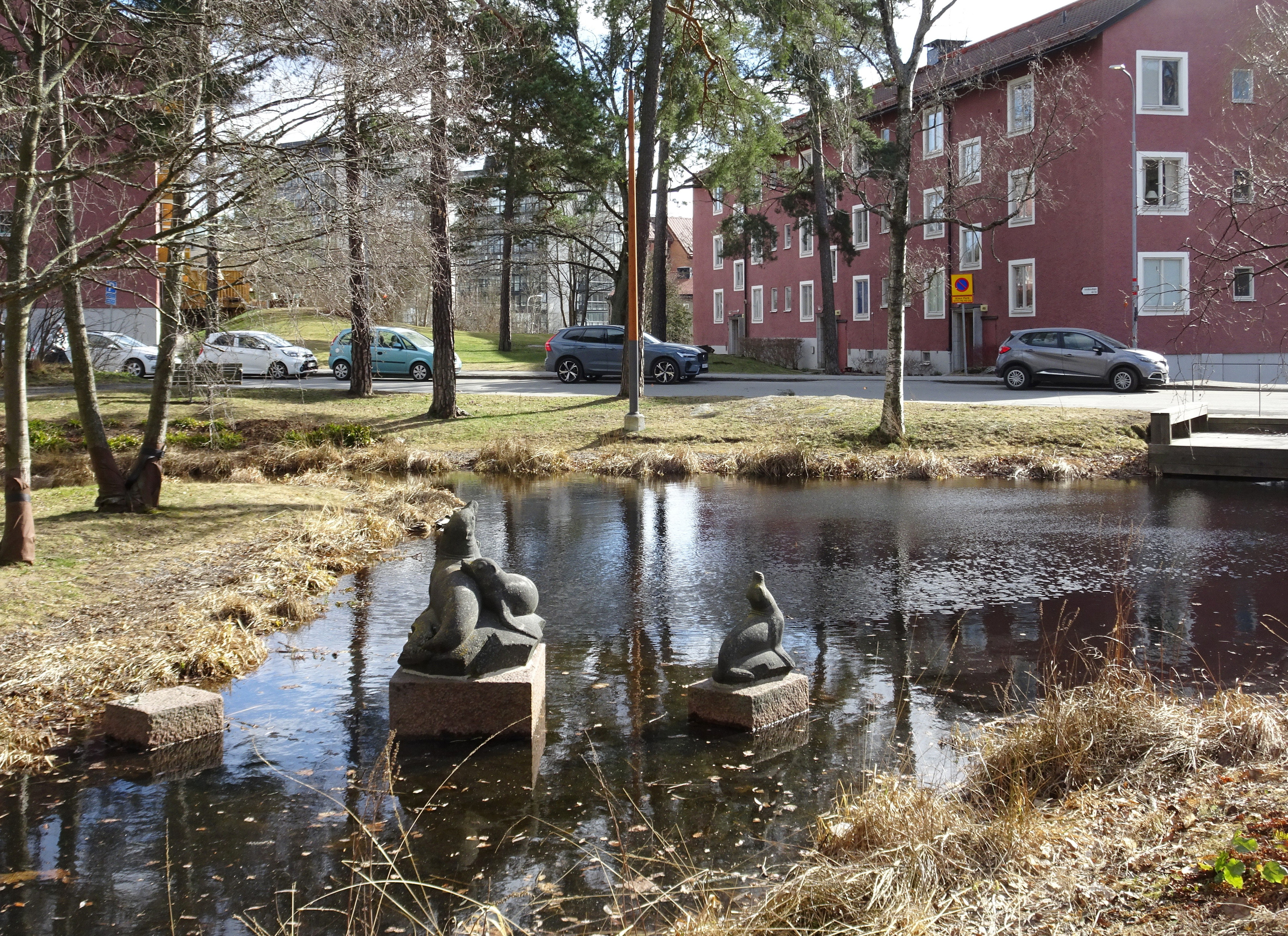
Torsviksparken på Torsvikshöjden med Knut Andersons "Sjölejon" i förgrunden och kvarteret "Torselden" i fonden, 2022.

Torsvik är beläget vid Lidingöbrons landfäste. Stadsdelen Torsvik som inkluderar villaområdet Herserud, Lidingös äldsta villaområde, hade 2019 cirka 4 200 invånare.
Torsvik i klassisk mening, exklusive området Herserud, utgör området för den övre delen av infartsområdet på Lidingö där Stockholmsvägen börjar och är placerad ovanför den reguljära infartsleden för fordonstrafik som övergår i Södra Kungsvägen och Gåshagaleden.
Torsviks bebyggelse domineras av två stora bostadsområden: Torsvikshöjden och Torsviksplatån samt Torsviksskolan och ett mindre centrum vid infarten till Torsviksplatån. Utefter Stockholmsvägens norra sida finns Lidingö Arena, som byggdes under åren 1976-1977 efter ritningar av arkitekt Bo Möller. Längs med Stockholmsvägens södra sida ligger ett antal äldre hus från 1950-talet med butiker och serviceföretag i gatuplanet och bostäder i de övre våningsplanen, och de tre höghusen (kallade Kopparhusen), ursprungligen uppförda på slutet av 1950- och 1960-talen efter ritningar av  arkitekterna Gunnar Jacobson och hans partner Olof Strömberg. Dessa tre höghus inrymde ursprungligen enbart kontorslokaler i alla våningsplan över gatuplanet. 
Längre fram på Stockholmsvägen in på Lidingö och även på den södra sidan av Torsviks backe, som innan nya Lidingöbron byggdes var Lidingös stora infartsled, finns ett flertal liknande 1950-tals fastigheter som kombinerat inrymmer bostadslägenheter och butiker i gatuplanet.
De butiker och serviceföretag som finns eller fanns utspridda utefter Stockholmsvägen, Torsviks backe och även vid Vasavägen, var en avgörande faktor till att man beslutade att bygga Lidingö centrum för att samla dessa på ett ställe och hävda sig i konkurrensen mot Stockholms innerstad. Många butiker har dock av olika anledningar valt att ligga kvar på ursprunglig plats, och nya butiker har tillkommit som idag inte får plats i Lidingö centrum, eller som av affärstekniska skäl föredrar att ligga utanför centrumet. Planer finns på att bygga ut Lidingö centrum för att bereda plats för fler affärer.

## Historia

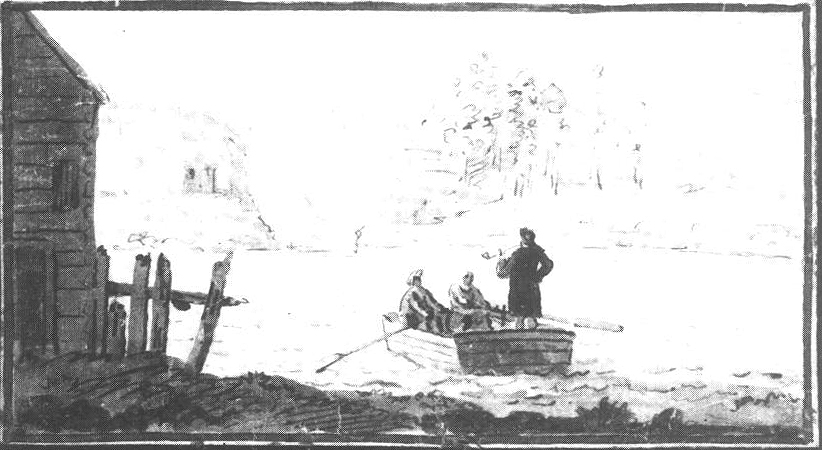
Skiss av Pehr Hilleström föreställande Carl Michael Bellman vid avfärd med roddfärja från Lidingö rökandes pipa efter ett besök hos Peter Widman på Elfviks gård i september 1789. Platsen i förgrunden med ett hus vid stranden förmodas föreställa Torsviks färjeläge.

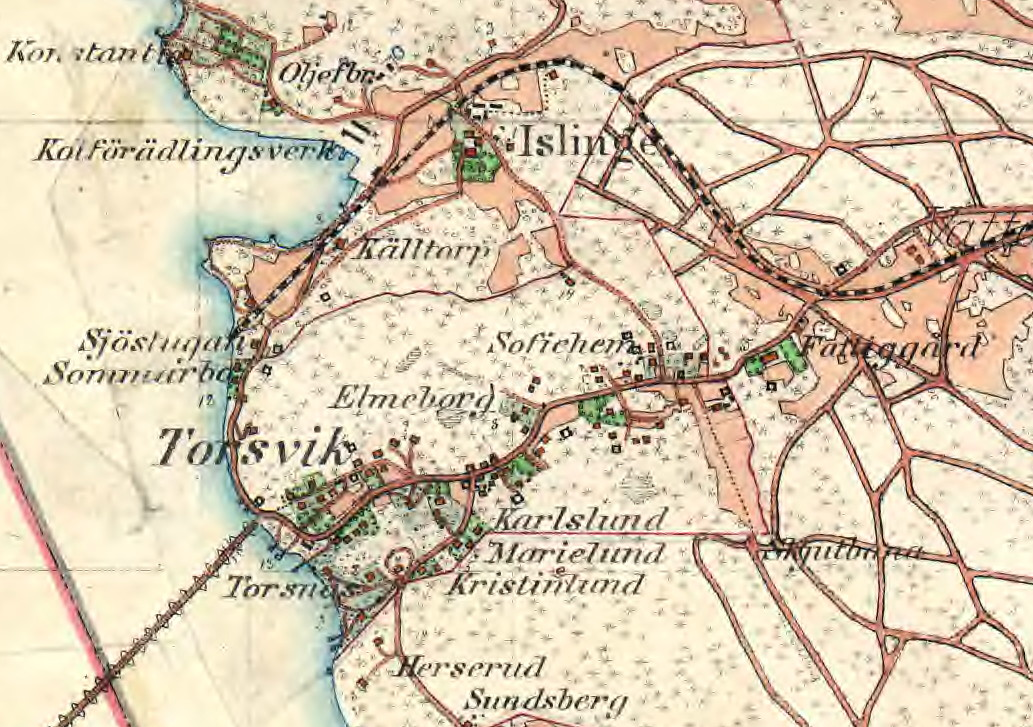
Torsvik på Häradsekonomiska kartan 1901.

Torsvik har en central plats i Lidingös historia ända från mitten av 1300-talet som en betydelsefull plats för gods- och persontransporter över Lilla Värtan till Stockholm vid Ropsten. 
Torsvik avsåg ursprungligen viken där gamla Lidingöbron har sitt landfäste och sluttningen upp från Lilla Värtan, motsvarande Torsviks backe. Den första reguljära roddfärjan från Lidingö till Stockholm var förlagd mellan Torsvik och Ropsten. Torsvik utgjorde enligt en karta från 1720 ingen plats med uppodlad mark utan var markerad enbart som platsen för ett färjeläge vid stranden i början av huvudvägen in på Lidingö. På kartan från 1720 anges Torsvik med symbolen för ett torp med tillägget Färge Ställe. Det är troligt att färjestället vid Torsvik utvecklades på liknande sätt som vid Ropsten, med någon typ av färjestuga eventuellt kombinerat med krog där färjeavgifter upptogs och där resande kunde uppehålla sig i väntan på inkommande roddfärja och även fungera som "värmestuga" för roddarna när ingen skulle ros över till Stockholm. 
Någon detaljerad information om färjeläget vid Torsvik har dock inte återfunnits. Det är heller inte känt när den första reguljära färjeförbindelsen upprättades. På en teckning av Pehr Hilleström från 1789 som avbildar Carl Michael Bellman vid avfärd med roddfärja från Lidingö rökandes pipa efter ett besök hos Peter Widman på Elfviks gård i september 1789, som man antar föreställer färjeöverfarten från Torsvik till Ropsten, finns en del av ett mindre hus vid stranden avbildat som kan avse färjestugan vid Torsvik. Torsviken kom med tiden att få namnge ett större område än enbart viken och Torsviks backe, idag hela stadsdelen Torsvik som även inkluderar bostadsområdet Herserud, det äldsta villaområdet på Lidingö.
När den södra delen av Lidingöbanan var färdigställd 1914 var slutstationen Herserud, idag även benämnd Foresta-Millesgården. Innan gamla Lidingöbron var färdigbyggd 1925 konkurrerade ångbåtsfärjor med den dåvarande flottbron över till Ropsten som ansågs riskabel att använda när det blåste hårt på Lilla Värtan. Färjeläget på Lidingösidan var förlagd till en brygga direkt nedanför Villa Foresta kombinerat med en el-driven hiss upp på Herserudsklippan. Hissen som byggdes 1911 i samband med att Villa Foresta stod klar, revs 1947.
Den första vägförbindelsen in på Lidingö från brofästet vid Lilla Värtan utgjordes av Torsviks backe, en för fotgängare och cyklister ökänd svårforcerad brant backe, som kvarstod som huvudled fram till att nya Lidingöbron blev klar 1971, då infartsleden förlades högre upp på Lidingölandet som eliminerade Torsviks backe för fordonstrafiken. Backen fungerar idag fortfarande som förbindelseväg för fotgängare, cyklister och mopedister mellan Torsvik och gamla Lidingöbron. För reguljär fordonstrafik som inte får använda gamla Lidingöbron, fungerar backen som förbindelse mellan Torsvik och Islinge via strandområdet förbi gamla Lidingöbrons landfäste under nya Lidingöbron, genom anslutning till nya Lidingöbrons avfartsled till norra Lidingö.

## Bildgalleri

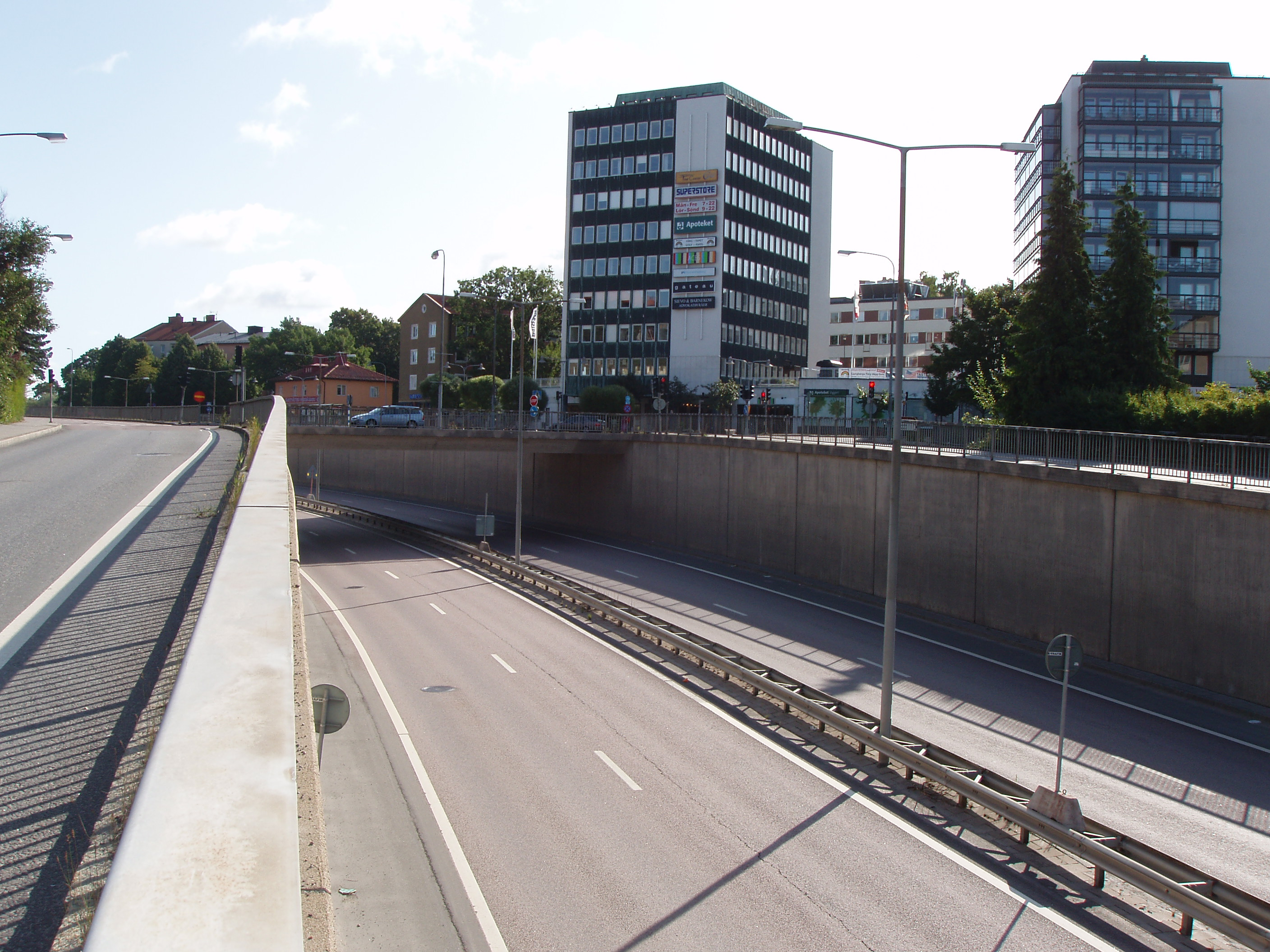
Den första delen av in- och utfartsleden på Lidingö vid Torsvik. Foto: Augusti 2009.
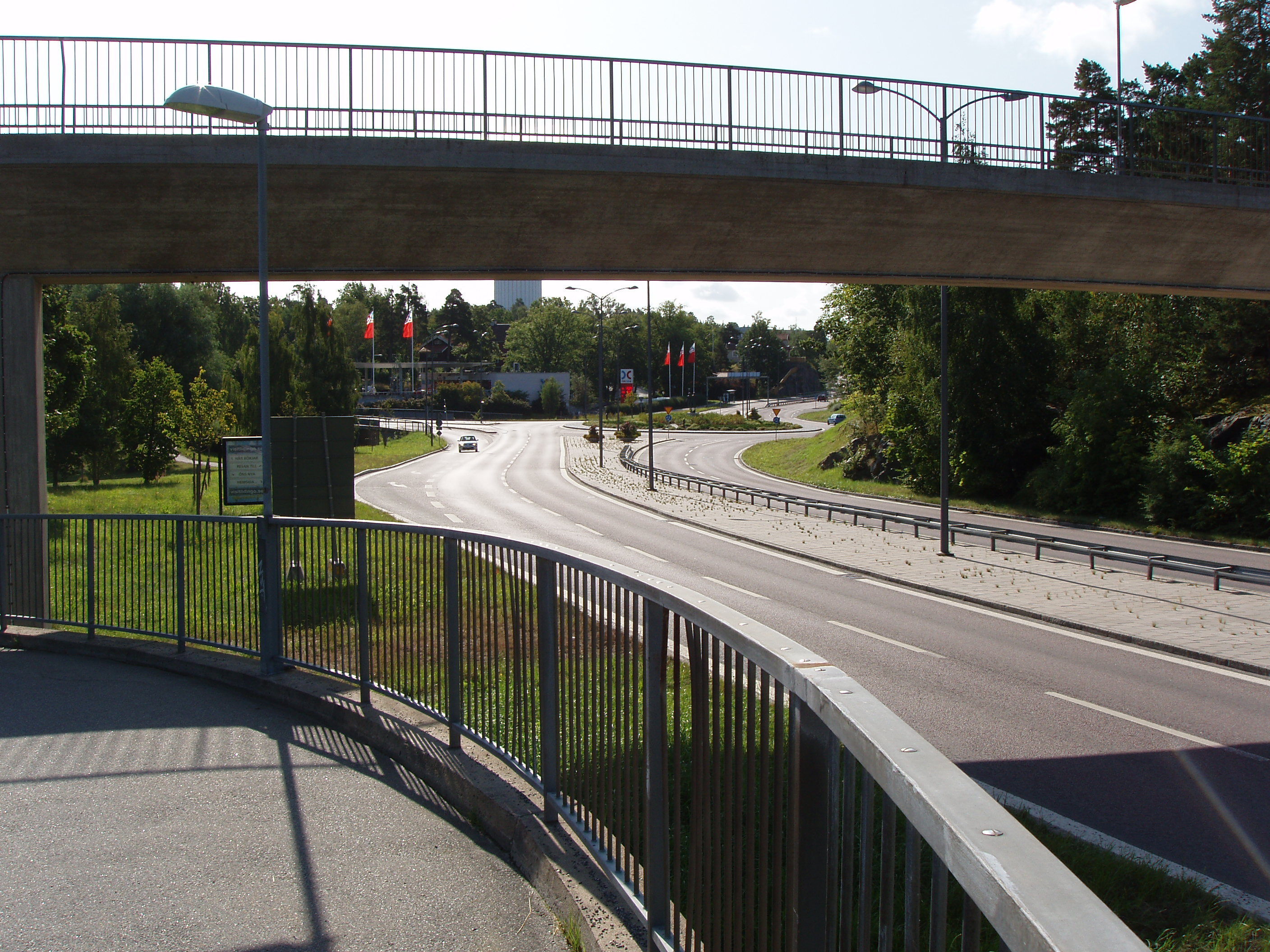
Infartsleden till Lidingö (nedre vägsträckningen på bilden) mot den första rondellen. Foto: Augusti 2009.
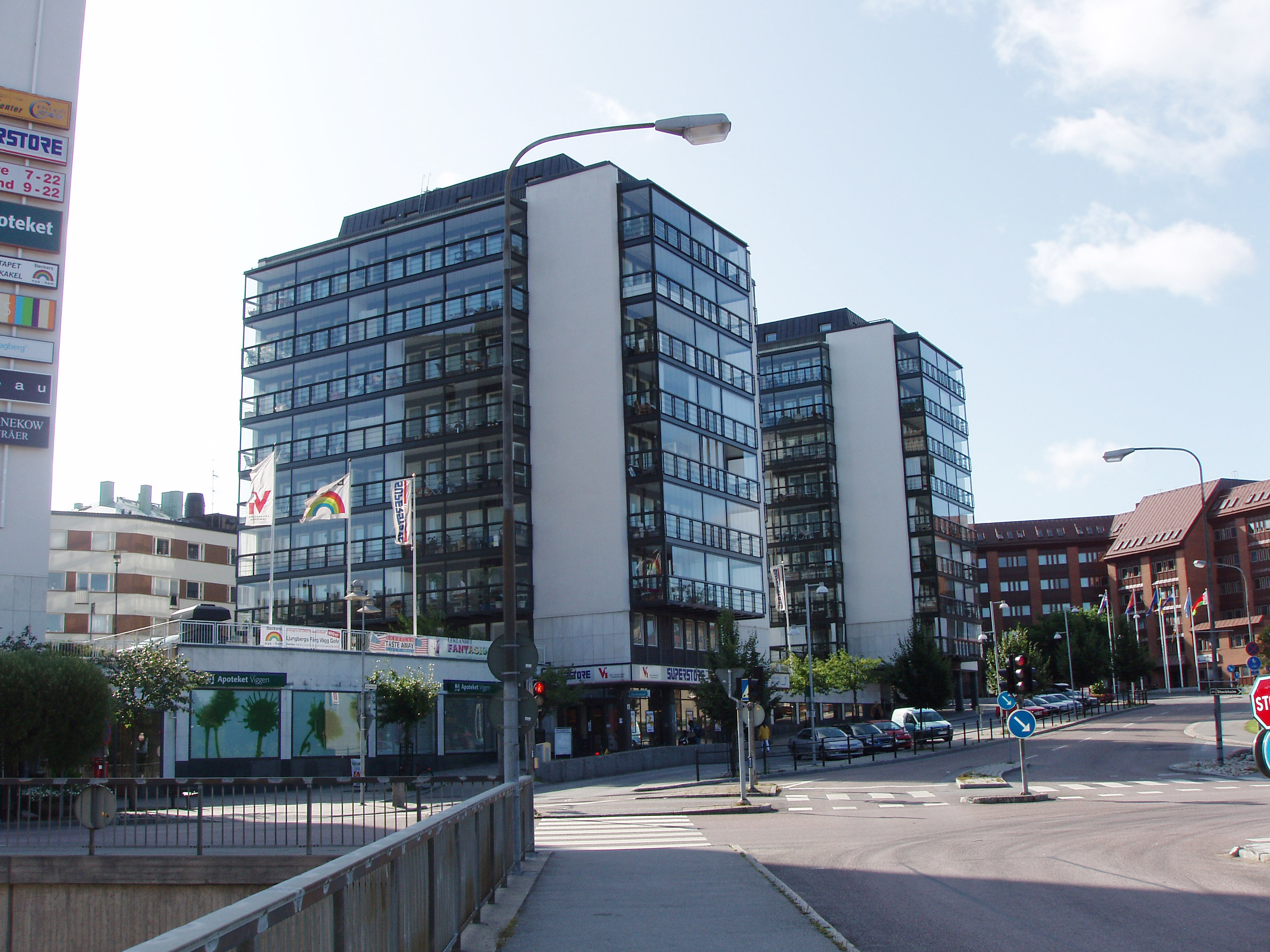
Två av de tre Kopparhusen i Torsvik. De hus som inrymmer lägenheter med bostadsrätt.
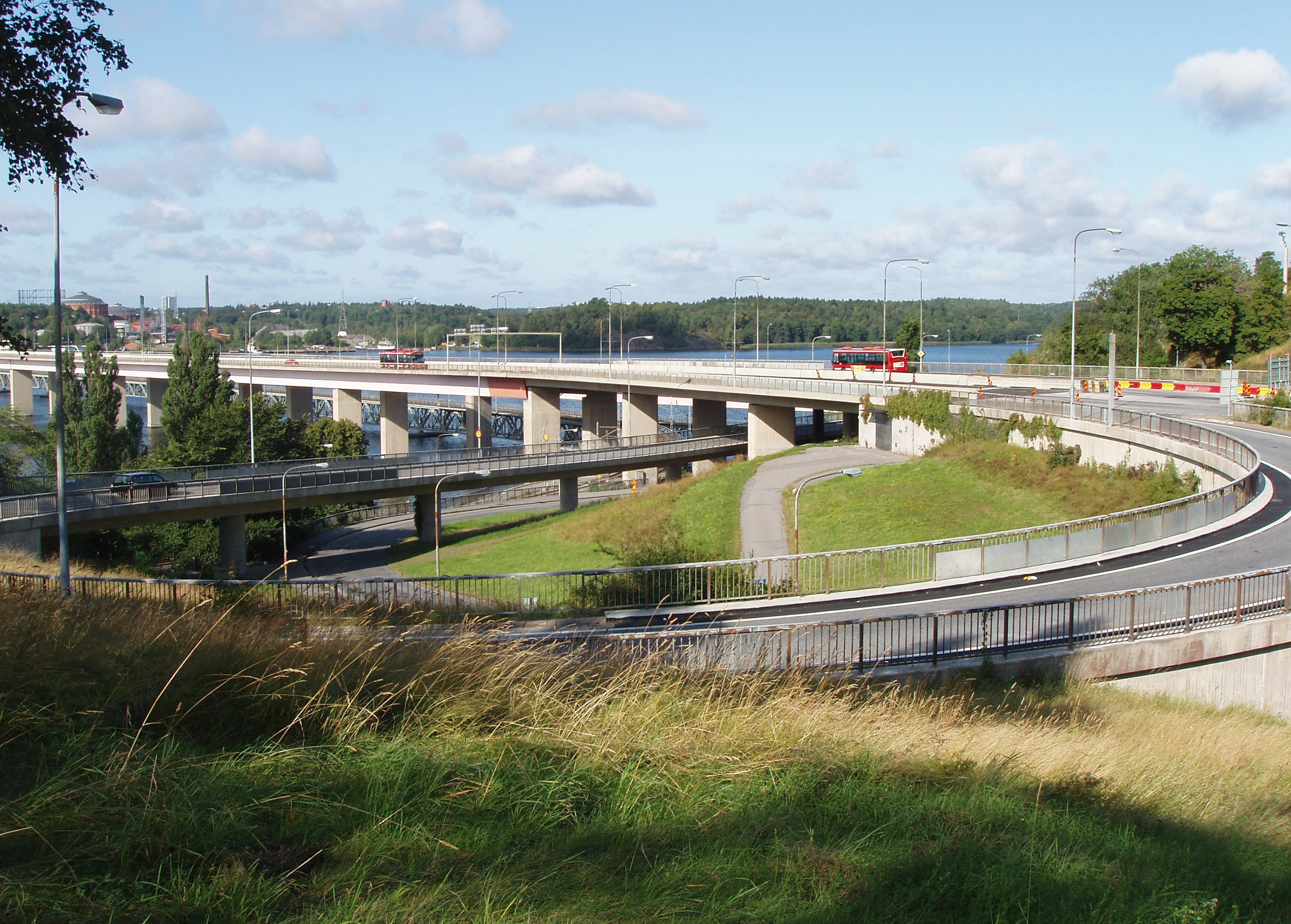
Lidingöbroarna med avfartsramp till norra Lidingö vid Torsvik. Foto: Augusti 2009.
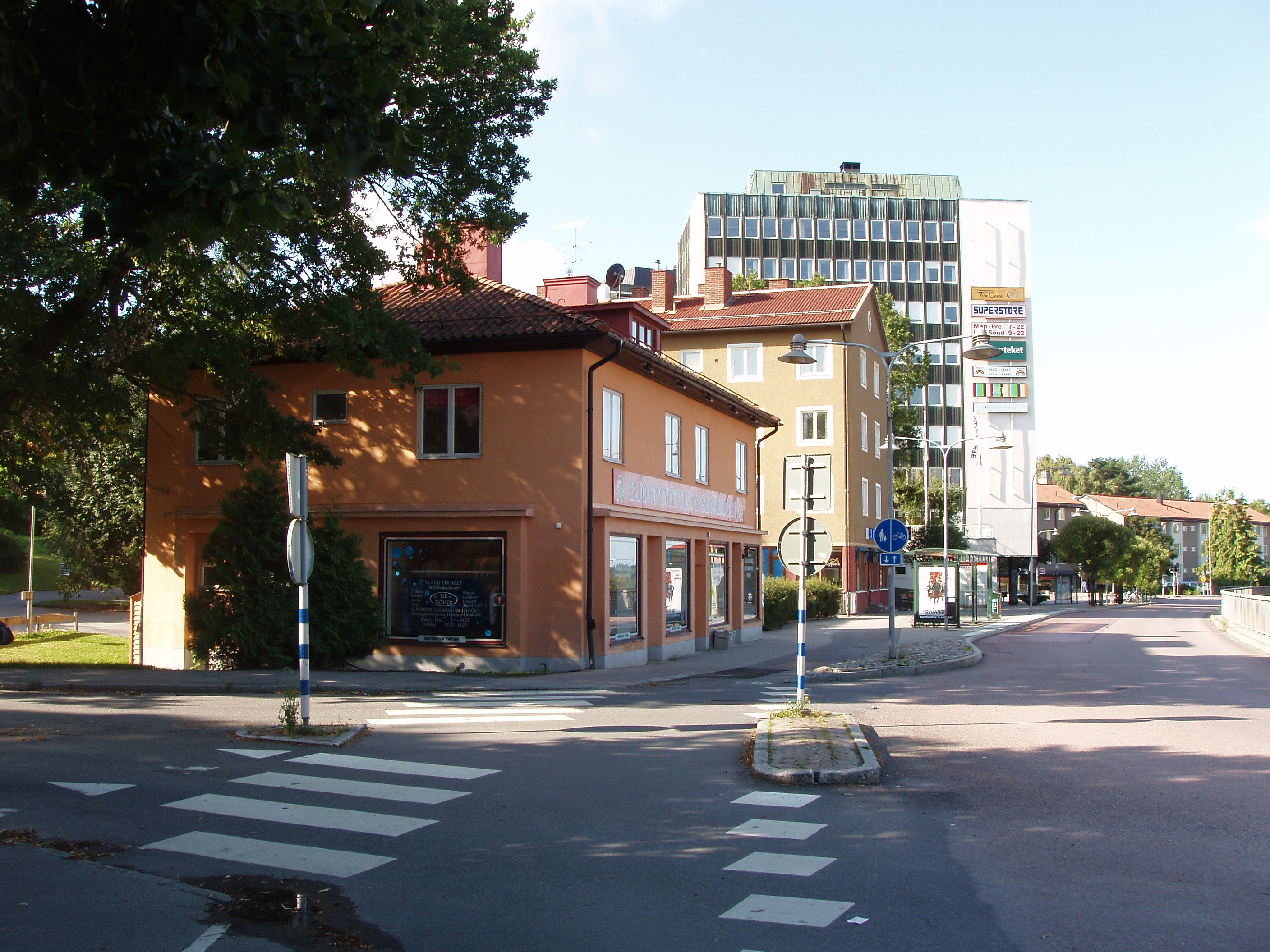
Fastigheter på den södra sidan av Stockholmsvägen vid Torsvik. Vy mot väster. Foto: Augusti 2009.
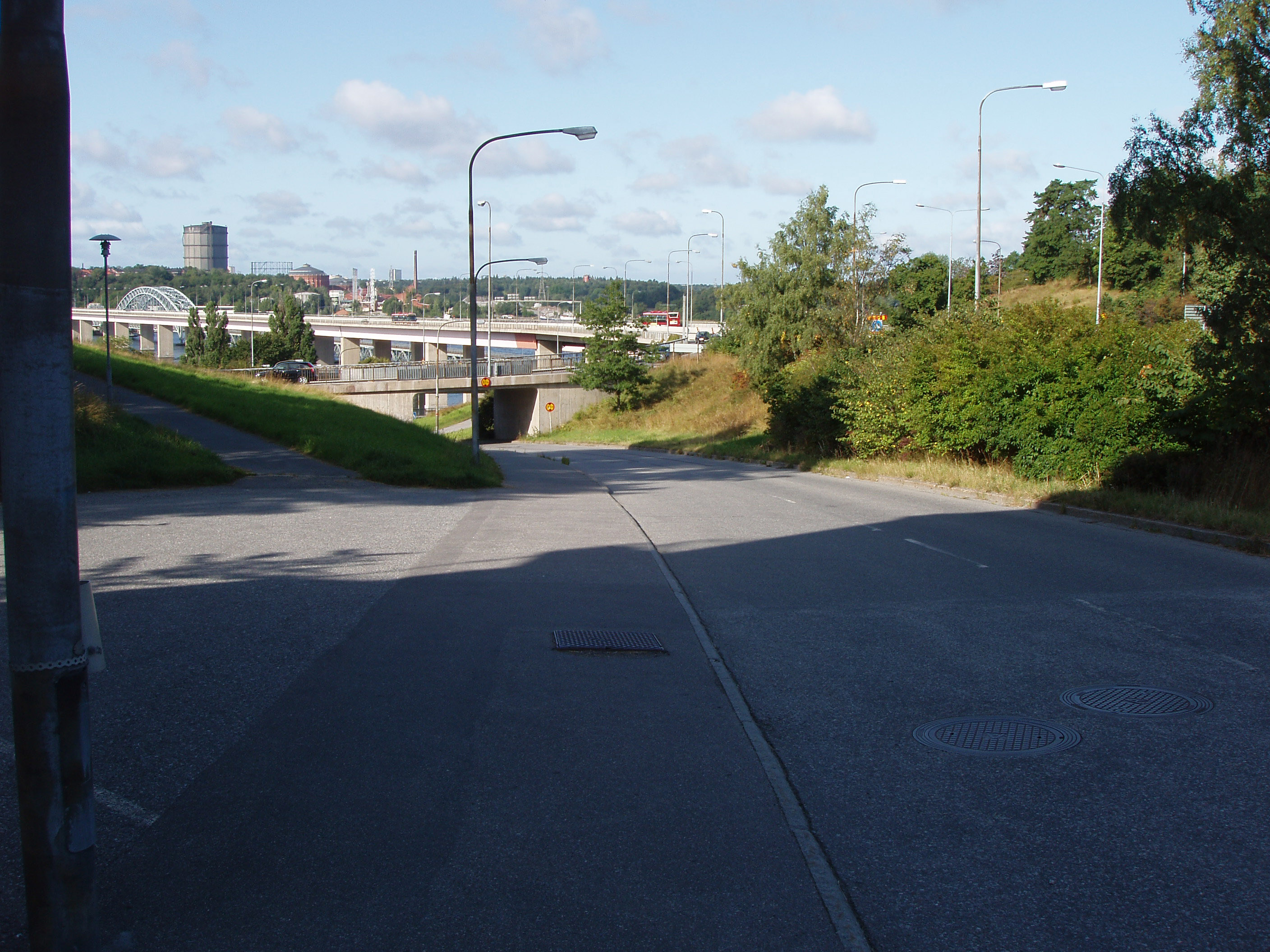
Torsviks backe med vy ner ner mot Lidingöbroarna. Den ursprungliga in- och utfartsleden på Lidingö. Foto: Augusti 2009.
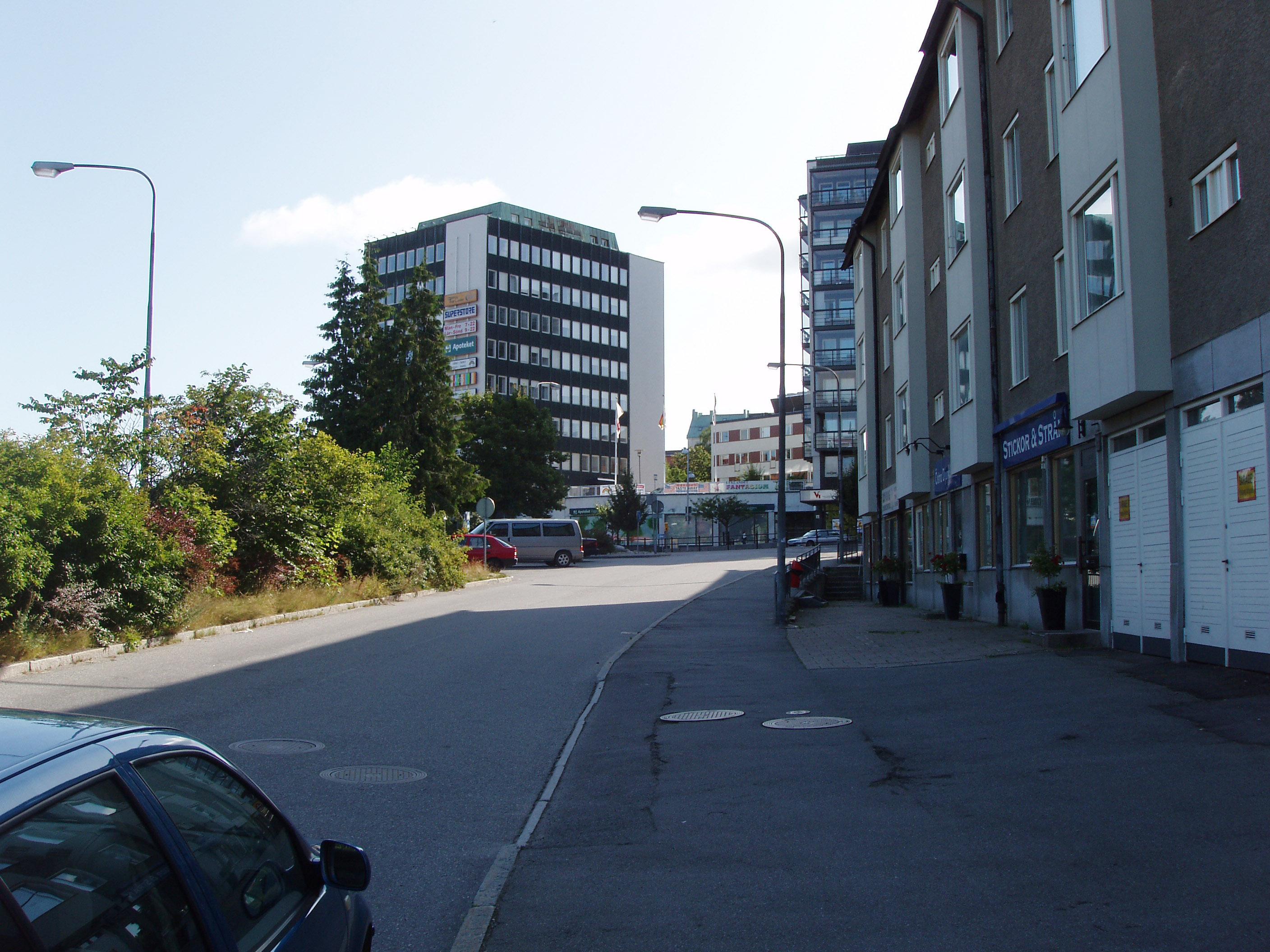
Övre delen av Torsviks backe med bostadshus inrymmande butiker i gatuplanet. Vy mot öster. Foto: Augusti 2009.
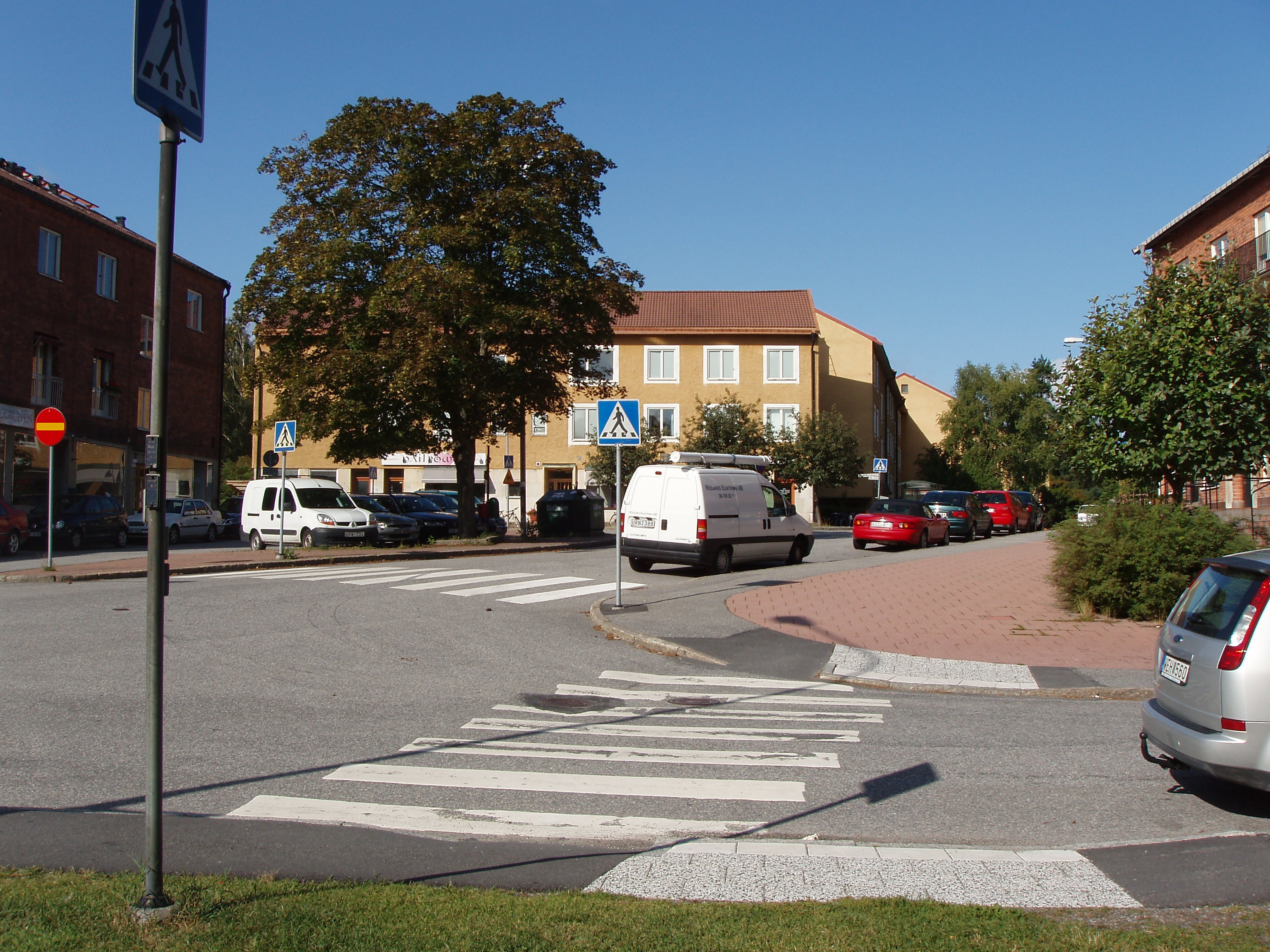
Torsviks torg vid infarten till Torsviksplatån. Foto: Augusti 2009.

### Fotnoter
1. ↑  ”Arkiverade kopian”. Arkiverad från originalet den 17 juni 2016. https://web.archive.org/web/20160617123101/http://lidingo.se/toppmeny/stadpolitik/omstaden/statistikochfakta/statistik/delomradesstatistik.4.3e4dd8e0124ea0e0ce08000719.html. Läst 24 mars 2017.
2. 1 2  Lidingö stad, statistik och fakta